# Wolfheart (album)
Wolfheart – debiutancki pełny album zespołu Moonspell. W albumie tym bardzo wyraźnie słychać wpływy portugalskiego folkloru ("Trebaruna" i "Atægina"). W warstwie lirycznej płyta różni się od poprzedniej. Zrezygnowano z tematyki okultystyczno-satanistycznej, na rzecz np. mitologii wilkołaków, natomiast w utworze "An Erotic Alchemy" znajduje się fragment twórczości markiza de Sade'a. Na albumie nie pojawiają się ani pseudonimy, ani nazwiska członków grupy. Zawarte są jedynie podziękowania dla Fernanda Ribeiro lub Mike'a Gaspara.

## Lista utworów
Opracowano na podstawie materiału źródłowego.
1. "Wolfshade (A Werewolf Masquerade)" – 7:43
2. "Love Crimes" – 7:34
3. "...Of Dream and Drama (Midnight Ride)" – 3:59
4. "Lua d'Inverno" – 1:48
5. "Trebaruna" – 3:30
6. "Vampiria" – 5:36
7. "An Erotic Alchemy" – 8:05
8. "Alma Mater" – 5:38
9. "Atægina" (utwór dodatkowy tylko na wydaniu digipack) – 4:01

## Twórcy
Opracowano na podstawie materiału źródłowego.

- Fernando Ribeiro "Langsuyar" – wokal prowadzący
- Joao Pedro "Ares" – gitara basowa
- Miguel Gaspar "Mike" – perkusja
- Pedro Paixão "Passionis" – instrumenty klawiszowe, wokal wspierający
- Mantus – gitara
- Ricardo – gitara, wokal wspierający
- Birgit Zacher – wokal
- Christophe Szpajdel - logo
- Axel Hermann - ilustracje
- Nuno Cartaxo - zdjęcia